# Concepción Acevedo de Taylhardat
Concepción Acevedo de Taylhardat (Capupuy, 1844-Caracas, 1953) va ser una destacada escriptora, considerada una de les primeres feministes del país i la primera dona en dirigir un diari a Veneçuela.
Va néixer a la missió caputxina de Capupuy, a prop d'Upata. Es va casar a 21 anys i es va traslladar a viure a Ciutat Bolívar. Allà col·labora amb la revista Horizonte, funda Brisas del Orinoco i publica llibre de poesies Flores del Alma. Després es va traslladar a Caracas, on va col·laborar amb El Cojo Ilustrado, va publicar el poemari Arpegios (1895) i va fundar les revistes El Ávila i La Vida. També va ser inspectora en alguns centres educatius i va ser subdirectora de l'Escola d'Arts i Oficis per a Dones. Se l'ha anomenat «precursora de la llibertat i despertadora de la consciència col·lectiva femenina».